# Windrecht
Het windrecht was een rechtsfiguur waarmee een persoon of organisatie het recht werd gegeven om wind te vangen en daarmee een molen te laten draaien. Deze rechtsfiguur wordt vaak samen toegepast met het waterrecht, het recht de stroming van een rivier te gebruiken om een molen te laten draaien. Deze rechten behoorden in vroeger tijden tot de regalia, de rechten die meestal in handen waren gelegd van een landheer of -vrouwe, abdij of andere autoriteit. Alleen deze had volgens een lokale wet het recht van windvang wat in de praktijk meebrengt dat alleen deze persoon of organisatie gerechtigd was een molen te laten bouwen en daarmee wind te 'vangen'. Het recht van de wind kon ook wel tegen gunsten en diensten worden beleend. Molenaars konden tegen betaling van een jaarlijks bedrag, of leveringen in natura als zakken graan, het zogenaamde windgeld, dit recht pachten. Veelal werd de molen dan ook doorverpacht; in Nederland verkreeg de molenaar dan een windbrief. Het windrecht was onderdeel van lokale rechtsstelsels en kwam in grote delen van West-Europa voor, maar niet op de Britse eilanden, Noord-Nederland, Noord-Friesland, Dithmarschen en in het grootste deel van Zweden (met uitzondering van Skåne). Ook in de Alpenlanden waren dergelijke feodale rechten zwak vertegenwoordigd.

## Nederland
De rechtsfiguur van het windrecht bestond niet overal in Nederland. In de noordelijke provincies (Friesland, Groningen, Drenthe) en enkele Hollandse steden en dorpen (Enkhuizen, Hoorn, Assendelft, Gouda) was het oorspronkelijk iedereen toegestaan een windmolen te bouwen. Met het in zwang raken van het leenrecht, waarbij grondeigenaren delen van hun grond, of eigendomsrechten aan anderen uitleenden tegen een vergoeding in geld of natura, moest vaak een overeenkomst met de eigenaar of heer worden gesloten om een molen te kunnen bouwen of te bedrijven.
Sinds de 17e eeuw werd echter belasting geheven op het laten malen van graan op de molen. Dit noemde men de belasting op het gemaal. Deze belasting werd ten tijde van de Tachtigjarige Oorlog ingevoerd en werd pas in 1855 weer afgeschaft. Op grond van deze belasting werd het aantal korenmolens beperkt; de bouw werd vergunningplichtig. Dat gold echter niet altijd voor andere typen windmolens zoals pelmolens.
Bezit van een windrecht gaf de mogelijkheid regels voor gebruik van de molen op te stellen en daarbij molendwang uit te oefenen. De bewoners van het gebied rond de molen werden in dat geval door de eigenaar van het windrecht verplicht hun goederen op de aangewezen molen te laten bewerken. De molen was daarmee een dwangmolen, ook wel genoemd banmolen. Concurrentie werd hiermee tegengegaan en als monopolist kon men eigen verdiensten vergroten. Uit onderzoek in de archieven van het dorp Vriezenveen is bekend, dat bewoners molens bouwden die door paardenkracht werden bedreven, rosmolens. Zo konden ze zich onttrekken aan de dwang die met het windrecht werd uitgeoefend, zonder de regels te breken.
Een belangrijk gevolg van het windrecht was ook, dat het niemand was toegestaan in de buurt van de molen iets te bouwen of op te richten wat voor windbelemmering zou kunnen zorgen.
Het windrecht zorgde ervoor dat molens herkenbaar moesten zijn en voorzien moesten zijn van een naam. In de Zaanstreek kozen veel molenaars voor de naam van een dier. Door een afbeelding van dit dier op de molen te plaatsen wisten ook analfabeten welke molen bedoeld werd.
Met de komst van de Franse Tijd is het feodale systeem afgeschaft en werd toegestaan om 'vrije molens' op te richten. In 1814 is de molendwang in Nederland onder koning Willem 1 bij koninklijk besluit afgeschaft.
Tegenwoordig is vastgelegd dat een molen een vrije zone van 375 meter rond zich moet hebben om voldoende wind te kunnen vangen. Handhaving van dit windrecht, sinds 1973 vaak aangeduid met de term molenbiotoop, is bij waterpompende poldermolens soms een taak van de waterschappen en hoogheemraadschappen. Vaak worden deze rechten ondergeschikt gemaakt aan de wens tot stadsuitbreiding van burgers in de gemeente waar de molen staat.
Anno 2010 wordt van deze vorm van windrecht gebruikgemaakt bij de herstructurering van windparken met moderne windmolens (windturbines). Eigenaren van een windmolen, hebben 'planologische windrechten' omdat ze ooit een bouwvergunning hebben gekregen voor de windmolen. Bij een herstructurering worden bestaande windmolens vervangen door grotere. Meestal zijn er dan minder nieuwe windmolens, die op een andere plek worden gebouwd. De eigenaar van de oude molen moet dan een bouwvergunning voor de nieuwe plek krijgen. Het komt dan voor dat gemeentes willen dat de oude molens ook echt worden opgeruimd. In zo'n geval wordt het windrecht verplaatst naar de nieuwe locatie. Bijvoorbeeld een boer met 3 windmolens van 1 MW krijgt dan het recht om 1 windmolen van 3 MW op een nieuwe plek te bouwen. Dit is gebeurd in de Wieringermeer, waar de gemeente wilde dat ca. 30 boeren met een windmolen op hun land die zouden verplaatsen (vervangen door grotere) naar een rij aan de rand van de polder. Daarnaast is in Friesland een aantal dorpsmolens en molens op boerenerven opgegaan in Windpark A7.